# Les Échangistes
Les Échangistes était une émission de télévision québécoise animée par Pénélope McQuade et coproduite par Media Ranch TV et ICI Radio-Canada Télé. Elle fut diffusée à ICI Radio-Canada pendant la période estivale du lundi au jeudi à 21h à partir du 4 avril 2016.
Le 18 octobre 2017, la diffusion est suspendue car Salvail fait l'objet d'allégations d'inconduite sexuelle.
La compagnie Salvail & Co. est ensuite rachetée par la société de production Media Ranch TV, qui assurera la production de l'émission.

## Concept
Elle est une émission de style « talk-show » enregistrée devant public, en direct, le lundi et mercredi, et pré-enregistrée le mardi et jeudi. À chaque émission, Pénélope est accompagnée de deux collaborateurs qui recevront à chaque émission 3 invités provenant de tous les milieux. Ils sont invités à échanger, à s'exprimer librement et à émettre leurs opinions sur les sujets de l'actualité ou sur un sujet qui les concerne particulièrement.

## Fiche technique
- Réalisateur : Francis Darche
- Productrice au contenu : Caroline Lavoie
- Monteuse : Kassandra Dunn
- Directrice de production : Mélanie Gauthier
- Coordonnatrice administrative : Florence Guidotti

### Collaborateurs (échangistes)
- 2016 : Renée-Claude Brazeau
- 2016 : Salomé Corbo
- 2016-... : Jean-François Breau
- 2016-2017: Anne Casabonne
- 2016-... : Jean-René Dufort
- 2016-2017 : Pier-Luc Funk
- 2016-... : Jean-Sébastien Girard
- 2016-2017: Joël Legendre
- 2016-... : Patrick Masbourian
- 2016-... : Alex Perron
- 2017-... : Nathalie Petrowski
- 2017-... : Isabelle Racicot
- 2016, 2018-... : France Castel
- 2018-... : Jay Du Temple
- 2018-... : Louis T.
- 2018-... : Manal Drissi
- 2018-... : Philippe Fehmiu
- 2018-... : Anne-Marie Withenshaw

## Épisodes

### Saison 1 (2016)
La première saison a été diffusée du 4 avril 2016 jusqu'au 1er septembre 2016 sur les ondes de ICI Radio-Canada Télé.

### Saison 2 (2017)
La deuxième saison a été diffusée du 3 avril 2017 au 7 septembre 2017 sur les ondes de ICI Radio-Canada Télé.

### Saison 3 (2018)
La troisième saison a été diffusée à partir du 16 avril 2018 sur les ondes de ICI Radio-Canada Télé.